# Internationaal Instituut voor Strategische Studies

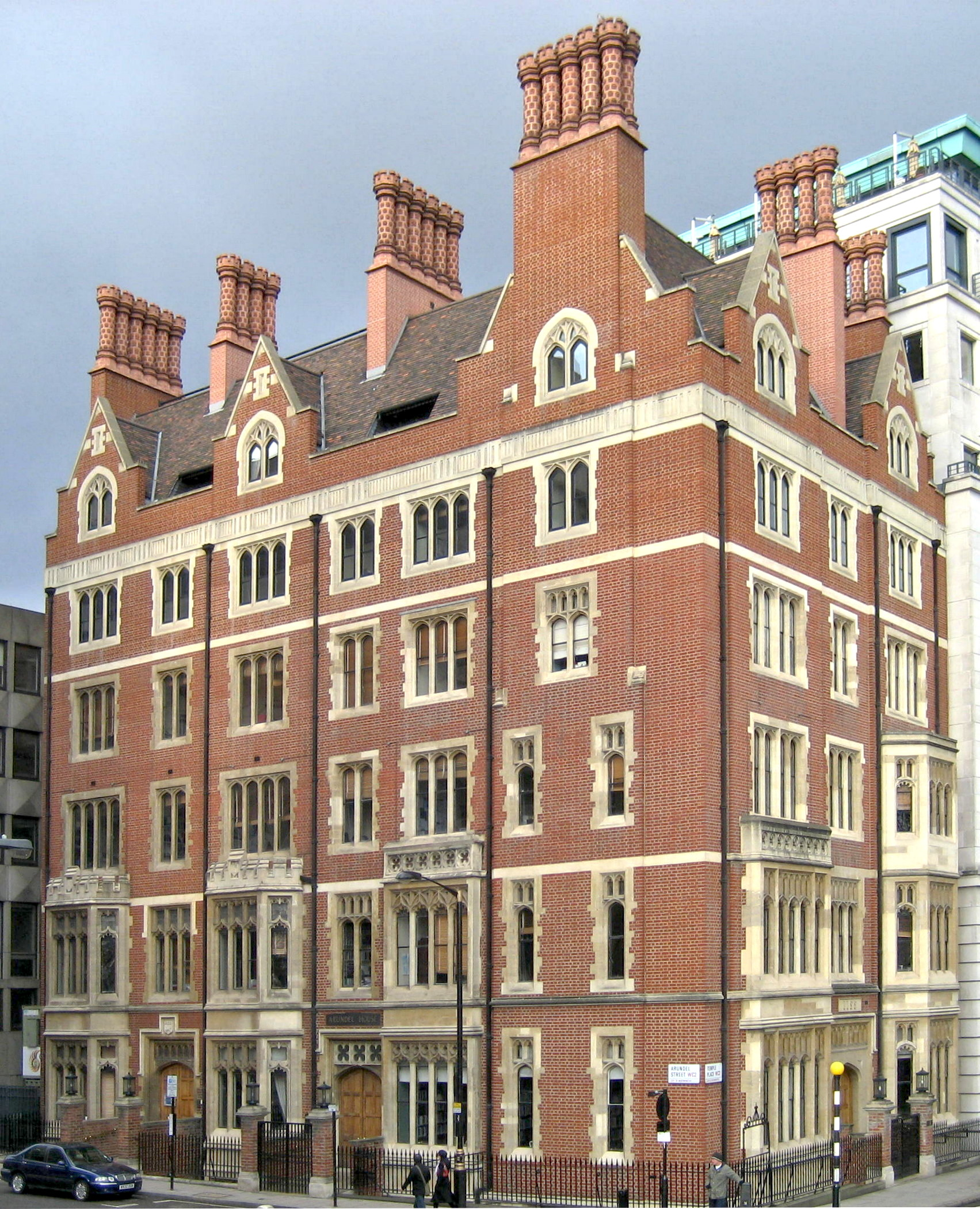
Arundel House in Londen, de zetel van het IISS.

Het Internationaal Instituut voor Strategische Studies (Engels: International Institute for Strategic Studies, IISS) is een Britse denktank op het gebied van internationale zaken. Sinds 1997 is het hoofdkantoor gevestigd in Londen.
De 2017 Global Go To Think Tank Index rangschikte het IISS als de tiende beste denktank wereldwijd en de tweede beste denktank op het gebied van Defensie en Nationale Veiligheid wereldwijd. Transparify, een NGO voor financiële transparantie, noemde IISS de op twee na grootste Britse denktank naar uitgaven, maar gaf het de laagste beoordeling ("misleidend") op het gebied van financiële openheid.

## Publicaties
Het IISS publiceert The Military Balance, een jaarlijkse beoordeling van de militaire capaciteiten van landen. Andere publicaties zijn onder meer de Armed Conflict Database; Survival, een tijdschrift over wereldpolitiek en strategie; Strategic Survey, het jaarlijkse internationaal overzicht, en Strategic Comments, online analyses van actuele kwesties in internationale betrekkingen. 

## Evenementen
Sinds 2002 is het instituut gastheer van de jaarlijkse Shangri-La-Dialoog in Singapore, een conferentie over veiligheidsvraagstukken in het gebied Azië-Stille Oceaan, waaraan staatshoofden, ministers van Defensie en veiligheidsdeskundigen uit de regio en de rest van de wereld deelnemen.